# Гельхаев, Муса
Муса́ Гельха́ев (род. 1973, Рошни-Чу, Урус-Мартановский район, Чечено-Ингушская ССР, СССР — 11 декабря 2004 года, Урус-Мартан, Чеченская Республика, Россия) — чеченский полевой командир, активный участник сепаратистского движения в Чечне в 1999—2004 годах; в 2004 году — амир Урус-Мартановского джамаата. Выходец из тайпа Гендарганой.

## Биография
Родился в 1973 году в селении Рошни-Чу Урус-Мартановского района Чечено-Ингушской Республики.
В 2004 году возглавил религиозно военизированную группировоку «Урус-Мартановский джамаат».
Принимал участие в боевых действиях на территории Урус-Мартановского района Чеченской Республики в 1999—2004 годах.
Муса Гельхаев был убит 11 декабря 2004 года при попытке оказать вооруженное сопротивление при задержании.
Годом ранее в результате спецоперации российских силовых структур был убит его брат Иса Гельхаев — также командир одного из подразделений джамаата Урус-Мартановского района.